# Zastava Tuvalua
Zastava Tuvalua je usvojena nakon proglašenja nezavisnosti zemlje 1978. Kao i mnogi drugi bivši i sadašnji britanski prekomorski teritoriji, zastava Tuvalua je svijetlo plave boje sa zastavom Velike Britanije u gornjem lijevom kutu.  
Zvijezde predstavljaju 9 otoka od kojih se sastoji Tuvalu, te njihov položaj odgovara geografskom položaju otoka. 
Godine 1995. uvedena je nova zastava, koja nije sadržavala Britansku zastavu. Međutim, domaće stanovništvo nije prihvatilo novu zastavu, te je 1997. vraćena, uz manje izmjene stara zastava. 